# 21 Märtyrer von Sirte
Die 21 Märtyrer von Sirte (auch die 21 Koptischen Märtyrer, 21 Märtyrer von Libyen oder 21 Märtyrer durch den „Islamischen Staat“ genannt) waren zwanzig ägyptische Kopten und ein Mann aus Ghana, die am 2. Februar 2015 an einem Strand im Westen der libyschen Stadt Sirte durch Mitglieder der Terrororganisation „Islamischer Staat“ (IS) enthauptet wurden. Die Tat wurde über ein Video bekannt, das am 15. Februar 2015 im Internet verbreitet wurde. Der koptische Patriarch Tawadros II. sprach die Männer bereits eine Woche nach ihrer Ermordung heilig und erkannte sie als Märtyrer an. Am 11. Mai 2023 kündigte Papst Franziskus die Aufnahme der Männer in das römische Martyrologium an.
Ihre Namen sind: Milad Makeen Zaky, Abanoub Ayad Attiya, Maged Soliman Shehata, Youssef Shukry Younan, Kyrillos Shukry Fawzy, Bishoy Estefanous Kamel, Samuel Estefanous Kamel, Malak Ibrahim Sinout, Tawadros Youssef Tawadros, Girgis Milad Sinout, Mina Fayez Aziz, Hany Abdel-Messih Saleeb, Bishoy Adel Khalaf, Samuel Alham Wilson, Ezzat Bishri Naseef, Lucas Nagati, Gaber Munir Adly, Essam Baddar Samir, Malak Farag Abram und Sameh Salah Farouq. Der ghanaische Märtyrer ist als Matthew Ayariga bekannt.

## Geschichte

### Vorgeschichte
Bei den 21 Opfern der Enthauptung handelte es sich um Gastarbeiter in Libyen. Zwanzig der Opfer stammten aus Ägypten, dreizehn von ihnen aus dem Ort El-Or im Gouvernement al-Minya. Ein Mann kam aus Ghana. Sie wurden bei einem Angriff der Gruppe Ansar al-Scharia Anfang Januar 2015 aus einem Autobus entführt und für etwa 40 Tage gefangen gehalten. Sie befanden sich zu diesem Zeitpunkt auf dem Rückweg von Libyen nach Ägypten. Die Mitglieder der Miliz hätten die Ausweise der Gastarbeiter verlangt und die Kopten zum Aussteigen gezwungen.
Die salafistische libysche Miliz Ansar al-Scharia hatte sich bereits im Oktober 2014 der Terrormiliz IS angeschlossen.

### Exekution
Die Exekution der 21 wurde über ein Video bekannt, das von Ansar al-Scharia im Internet verbreitet wurde. Die fünfminütige Aufzeichnung wurde am 15. Februar 2015 mit dem Titel Eine in Blut geschriebene Nachricht an die Nation des Kreuzes veröffentlicht. Das Video zeigt, wie schwarz gekleidete Männer die in orangefarbene Overalls gekleideten Opfer an einen Strand führen. Ein Sprecher der Gruppe sagt, man stünde „heute im Süden Roms, in Libyen“. An den Westen adressiert erklärt er: „Wir werden das Meer mit eurem Blut tränken.“ Anschließend werden die Männer in Orange enthauptet. Der Film zeigte auch den Glauben der Gastarbeiter, vor und während ihrer Exekution: Keiner wehrte sich, bevor ihm die Kehle durchgeschnitten wurde, einer rief sogar noch Jarab Jesoa (deutsch: Jesus ist der Herr). Laut Erzbischof Pavnotius von Samalut sei der Mann aus Ghana kein Christ gewesen. Er habe aber, als er das Bekenntnis der Kopten sah, auf die Frage der IS-Terroristen, ob er Jesus als „wahren Gott und wahren Menschen“ bekenne, geantwortet, „ihr Gott ist mein Gott“, obwohl ihm bewusst war, dass er damit sein Leben beendete. Damit könnte er die sogenannte Bluttaufe erhalten haben.
Experten halten das Video für authentisch. Es ist das erste auf diesem Weg veröffentlichte Verbrechen des libyschen Ablegers, Ansar al-Scharia, der IS-Miliz.
Ägypten ließ seine Luftwaffe daraufhin IS-Stellungen in Libyen angreifen. Die angesehene islamische al-Azhar-Universität in Kairo betonte, dass solch eine barbarische Tat nichts mit einer Religion der menschlichen Werte zu tun hat.

### Weiterer Verlauf und Nachwirkung
Bereits eine Woche nach ihrem Tod sprach der koptische Patriarch Tawadros II. die Männer heilig und nahm sie als Märtyrer in das Synaxarion auf, in dem alle koptischen Märtyrer aufgeführt werden. Ihr Fest wird am 15. Februar gefeiert.
Im September 2017 fand man den Ort, an dem die Überreste der Männer vergraben wurden, an der Küste am Rand der Stadt Sirte. Ihre Identität wurde mit Hilfe einer DNA-Analyse festgestellt.
Sie wurden 2018 nach El-Or überführt und dort in der, vom ägyptischen Staatspräsidenten Abdel Fattah el-Sisi neu erbauten, Kirche beigesetzt. Diese, nach dem Attentat versprochene Wallfahrtskirche Kirche der Märtyrer des Glaubens und des Vaterlands, steht im Heimatdorf von 13 der ermordeten Kopten. Sie wurde genau drei Jahre nach der Ermordung durch den Bischof von Samalut geweiht und auf Staatskosten errichtet.
Papst Franziskus erklärte am Gedenktag der 21 Märtyrer im Jahr 2021, dass diese Männer Heilige aller Christen, aller Konfessionen und christlichen Traditionen“ seien. Sie hätten „aufgeschlitzt von der Brutalität des Islamischen Staates“ Zeugnis für Jesus Christus abgelegt und wären „mit den Worten: Herr Jesus!, indem sie den Namen Jesu bekannten gestorben. Er danke aber auch den Bischöfen und Priestern der koptischen Kirche, die die Männer lehrte und im Glauben wachsen ließ, und darüber hinaus den Müttern der 21 Märtyrer. Sie hätten ihre Söhne mit Glauben gestillt.
Am 11. Mai 2023 kündigte Papst Franziskus bei einem Besuch des koptischen Papstes Tawadros II. im Vatikan an, dass er mit dessen Zustimmung die 21 Märtyrer in das Römische Martyrologium aufnehmen werde. Kardinal Kurt Koch, der vatikanische Ökumene-Beauftragte, würdigte die Märtyrer am 15. Februar 2024 bei einem ökumenischen Gebet im Petersdom, als Glaubenszeugen über konfessionelle Grenzen hinweg.

## Darstellung in der Kunst
Es existieren verschiedene Darstellungen in Gemälden, meist als Ikonen konzipiert. Nikola Sarić schuf noch im Jahr 2015 das Bild Die Märtyrer von Libyen, das sich im Besitz des Collegium Orientale in Eichstätt befindet. Im Auftrag des Museums Petit Palais in Paris schuf er 2018 eine zweite Version, Les Martyrs de Libye, das dort als einziges zeitgenössisches Werk zu sehen ist.

## Verfilmung
Das Projekt 21 Martyrs Film plant die Premiere eines animierten Filmes, der die Entführung, Inhaftierung und Hinrichtung der Märtyrer darstellen soll, für das Jahr 2024. Als Grundlage der Verfilmung führten sie zahlreiche Gespräche mit Familienmitgliedern, Freunden und koptischen Geistlichen, die die 21 persönlich kannten. Das Projekt arbeitet mit Nikola Sarić sowie Ikonografen und Animatoren zusammen, um den koptischen Glauben und seine Traditionen möglichst genau darzustellen.